# Necroscia flavescens
Necroscia flavescens är en insektsart som först beskrevs av Chen, S.C. och J.J. Wang 1998.  Necroscia flavescens ingår i släktet Necroscia och familjen Diapheromeridae. Inga underarter finns listade i Catalogue of Life.